# Gmina Osiecznica
Gmina Osiecznica je polská vesnická gmina v okrese Bolesławiec v Dolnoslezském vojvodství. Sídlem gminy je ves Osiecznica. V roce 2010 zde celkem žilo 7 378 obyvatel.
Gmina má rozlohu 437,04 km² a zabírá 33,54% rozlohy okresu. Skládá se z 8 starostenství.

## Částí gminy
StarostenstvíŁawszowa, Ołobok, Osieczów, Osiecznica-Kliczków, Parowa, Przejęsław, Świętoszów, Tomisław
Sídla bez statusu starostenstvíBronowiec, Długokąty, Jelenie Rogi, Jeziory, Luboszów, Poświętne